# 收據

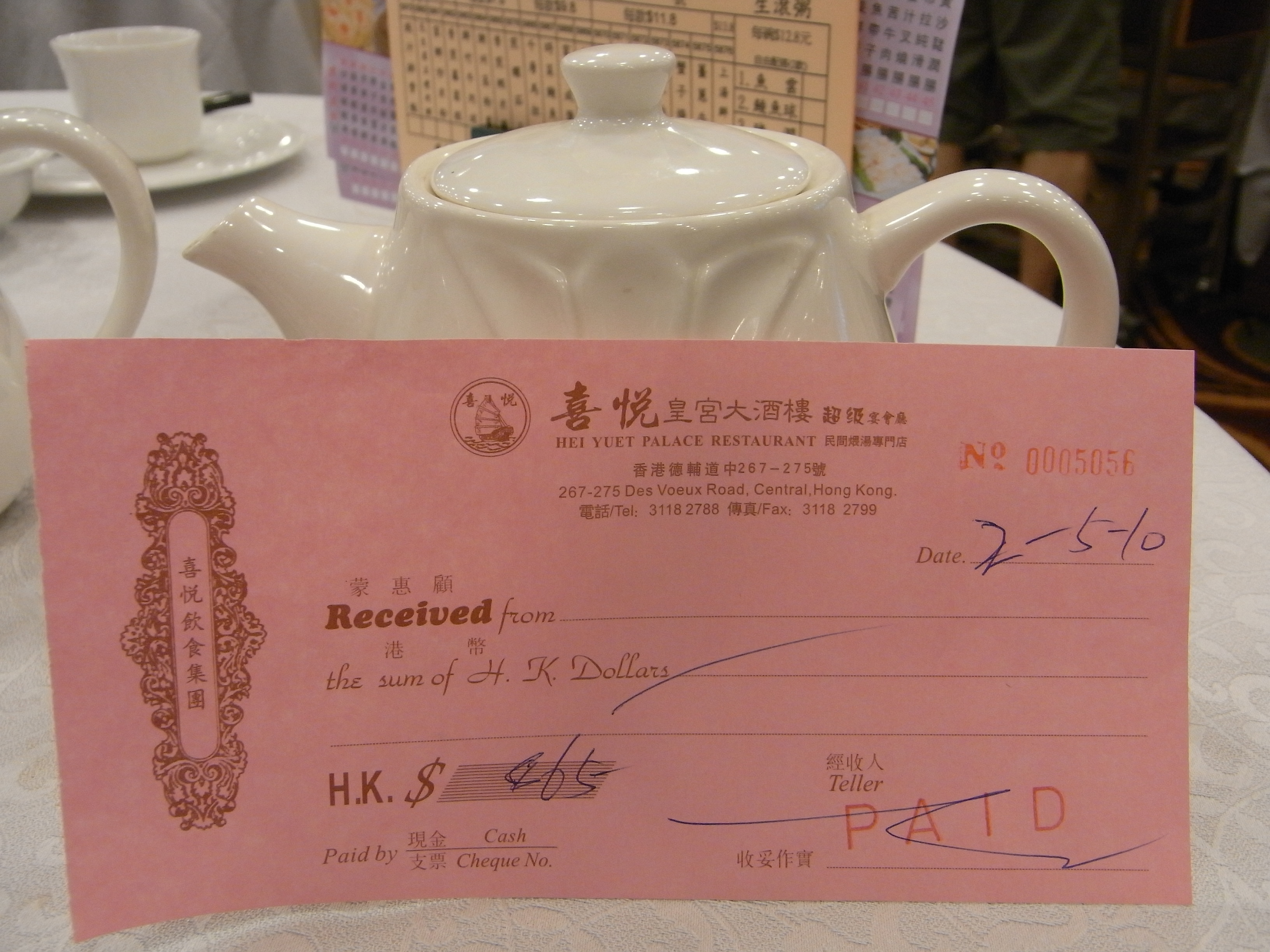
香港某餐廳收據

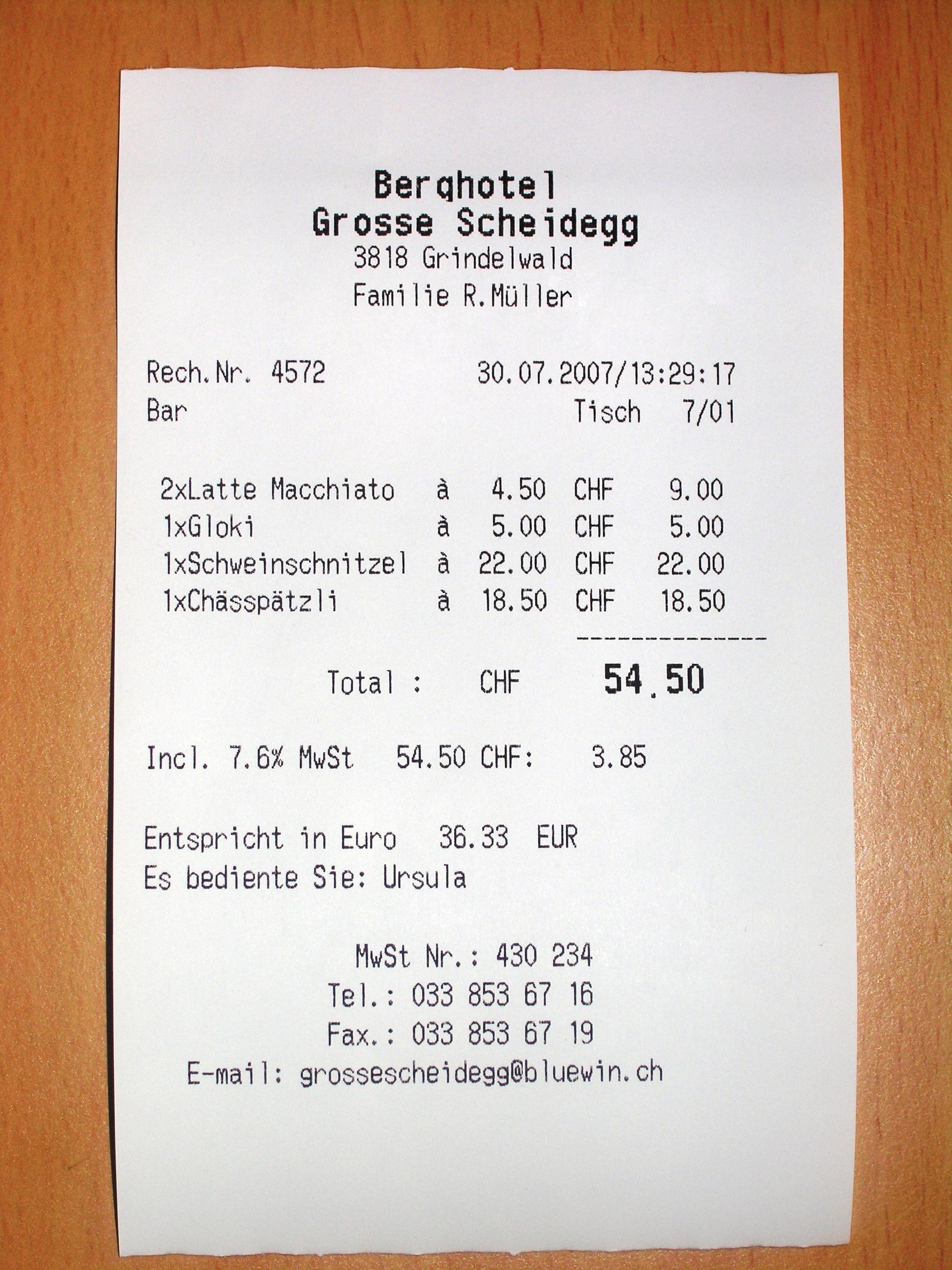
小票

收付凭证（收據、收條），指表明双方已发生货币交换的证明文件，表现为现金或实物的收付，同一对象在收付双方有不同称呼。在货币收付中，货币收取一方多称作“收款凭证”（收款收据、收条、收据），而相对货币支出一方则称作“支付凭证”（付款凭证）。商业活动中，因提供服务一方（卖家）收取现金，故由供服务方向购买服务一方（买家）开据收付凭证。
在電腦網絡時代，紙印刷的收據常給省略，令消費者不安心，如2007年八達通出錯事件。

## 例子
1. 在超級市場，顧客步出商店被捕，若果未能出示有效收據，即是偷盗。
2. 在快餐店，食客先付款，取得收條到出品部取餐飲。
3. 在體育館，觀眾付款進場看表演。

## 参看
- 發票
- 統一發票
- 物證
- 抽獎
- 消費稅